# Thomas Synofzik
Thomas Synofzik (* 30. Dezember 1966 in Dortmund) ist ein deutscher Musikwissenschaftler und langjähriger Direktor des Robert-Schumann-Hauses in Zwickau.

## Leben
Synofzik studierte Musikwissenschaft, Germanistik und Philosophie an der Universität zu Köln sowie Historische Tasteninstrumente an den Musikhochschulen in Köln und Brüssel. Seine Promotion erfolgte 1998 in Köln zum Thema Musik der Zeit von Heinrich Schütz. Neben regelmäßiger Konzerttätigkeit, CD- und Rundfunkproduktionen wirkte er von 1998 bis 2005 als Dozent an Hochschulen in Dortmund, Essen, Köln, Detmold und Trossingen und war freier Mitarbeiter bei verschiedenen Rundfunkanstalten. Buchpublikationen galten dem Schumann-Brahms-Kreis, der Musik des frühen 17. Jahrhunderts sowie der Interpretationsgeschichte des 20. Jahrhunderts. In Notenerstpublikationen und Forschungsbeiträgen widmete er sich darüber hinaus in vielfältiger Weise dem Umfeld Johann Sebastian Bachs.
Seit 2005 ist er Direktor des Robert-Schumann-Hauses in Zwickau. Am 5. Januar 2021 wurde ihm der Robert-Schumann-Preis 2021 der Stadt Zwickau zuerkannt.

## Bücher
- Briefe und Dokumente im Schumannhaus Bonn-Endenich, Bonn 1993
- Heinrich Grimm. Cantilena est loquela canens. Studien zur Überlieferung und Kompositionstechnik, Eisenach 2000
- Heinrich Bach: Kyrie zu sechs Stimmen, Stuttgart 2001
- Rheinische Sängerinnen des 20. Jahrhunderts. Eine Dokumentation in Wort und Ton (zusammen mit Susanne Rode-Breymann), Kassel 2003
- Heinrich Heine – Robert Schumann. Musik und Ironie, 2. Aufl., Köln: Dohr 2010, ISBN 978-3-936655-77-3

## Aufsätze
- Kantaten von Alessandro Scarlatti im Bücken-Nachlass der Kölner Universitätsbibliothek, in: Aspetti musicali. Musikhistorische Dimensionen Italiens 1600 bis 2000. Festschrift für Dietrich Kämper zum 65. Geburtstag, hrsg. von Norbert Bolin, Christoph von Blumröder und Imke Misch, Köln: Dohr 2001
- Mendelssohn, Schumann und das Problem der Männergesangskomposition, in: Schumanniana nova. Festschrift Gerd Nauhaus zum 60. Geburtstag, Sinzig: Studio-Verlag 2002, S. 739–766
- Die Schumann-Biographie Wilhelm Joseph von Wasielewskis (Dresden 1858), in: Schumann und Dresden. Bericht über das Symposion „Robert und Clara Schumann in Dresden – biographische, kompositionsgeschichtliche und soziokulturelle Aspekte“ in Dresden vom 15. bis 18. Mai 2008, hrsg. von Thomas Synofzik und Hans-Günter Ottenberg (= Studien zum Dresdner Musikleben im 19. Jahrhundert, Band 1), Köln: Dohr 2010